# Poľany
Poľany (węg. Pólyán) – wieś (obec) na Słowacji położona w kraju koszyckim, w powiecie Trebišov. Pierwsze wzmianki o miejscowości pochodzą z 1214 roku.
Według danych z dnia 31 grudnia 2012 roku, wieś zamieszkiwało 519 osób, w tym 266 kobiet i 253 mężczyzn.
W 2001 roku rozkład populacji względem narodowości i przynależności etnicznej wyglądał następująco:
- Słowacy – 13,93%
- Romowie – 0,97%
- Ukraińcy – 0,19%
- Węgrzy – 82,98%

Ze względu na wyznawaną religię struktura mieszkańców kształtowała się w 2001 roku następująco:
- katolicy rzymscy – 24,37%
- grekokatolicy – 53,38%
- ewangelicy – 0,39%
- prawosławni – 0,19%
- ateiści – 1,74%
- przedstawiciele innych wyznań – 0,19%
- nie podano – 2,13%